# 연대 목록
다음은 연대 목록이다.
| 세기             | 연대             | 연대             | 연대             | 연대             | 연대             | 연대             | 연대             | 연대             | 연대             | 연대             |
| 기원전 제2천년기 | 기원전 제2천년기 | 기원전 제2천년기 | 기원전 제2천년기 | 기원전 제2천년기 | 기원전 제2천년기 | 기원전 제2천년기 | 기원전 제2천년기 | 기원전 제2천년기 | 기원전 제2천년기 | 기원전 제2천년기 |
| ---------------- | ---------------- | ---------------- | ---------------- | ---------------- | ---------------- | ---------------- | ---------------- | ---------------- | ---------------- | ---------------- |
| 기원전 20세기    | 기원전 1990년대  | 기원전 1980년대  | 기원전 1970년대  | 기원전 1960년대  | 기원전 1950년대  | 기원전 1940년대  | 기원전 1930년대  | 기원전 1920년대  | 기원전 1910년대  | 기원전 1900년대  |
| 기원전 19세기    | 기원전 1890년대  | 기원전 1880년대  | 기원전 1870년대  | 기원전 1860년대  | 기원전 1850년대  | 기원전 1840년대  | 기원전 1830년대  | 기원전 1820년대  | 기원전 1810년대  | 기원전 1800년대  |
| 기원전 18세기    | 기원전 1790년대  | 기원전 1780년대  | 기원전 1770년대  | 기원전 1760년대  | 기원전 1750년대  | 기원전 1740년대  | 기원전 1730년대  | 기원전 1720년대  | 기원전 1710년대  | 기원전 1700년대  |
| 기원전 17세기    | 기원전 1690년대  | 기원전 1680년대  | 기원전 1670년대  | 기원전 1660년대  | 기원전 1650년대  | 기원전 1640년대  | 기원전 1630년대  | 기원전 1620년대  | 기원전 1610년대  | 기원전 1600년대  |
| 기원전 16세기    | 기원전 1590년대  | 기원전 1580년대  | 기원전 1570년대  | 기원전 1560년대  | 기원전 1550년대  | 기원전 1540년대  | 기원전 1530년대  | 기원전 1520년대  | 기원전 1510년대  | 기원전 1500년대  |
| 기원전 15세기    | 기원전 1490년대  | 기원전 1480년대  | 기원전 1470년대  | 기원전 1460년대  | 기원전 1450년대  | 기원전 1440년대  | 기원전 1430년대  | 기원전 1420년대  | 기원전 1410년대  | 기원전 1400년대  |
| 기원전 14세기    | 기원전 1390년대  | 기원전 1380년대  | 기원전 1370년대  | 기원전 1360년대  | 기원전 1350년대  | 기원전 1340년대  | 기원전 1330년대  | 기원전 1320년대  | 기원전 1310년대  | 기원전 1300년대  |
| 기원전 13세기    | 기원전 1290년대  | 기원전 1280년대  | 기원전 1270년대  | 기원전 1260년대  | 기원전 1250년대  | 기원전 1240년대  | 기원전 1230년대  | 기원전 1220년대  | 기원전 1210년대  | 기원전 1200년대  |
| 기원전 12세기    | 기원전 1190년대  | 기원전 1180년대  | 기원전 1170년대  | 기원전 1160년대  | 기원전 1150년대  | 기원전 1140년대  | 기원전 1130년대  | 기원전 1120년대  | 기원전 1110년대  | 기원전 1100년대  |
| 기원전 11세기    | 기원전 1090년대  | 기원전 1080년대  | 기원전 1070년대  | 기원전 1060년대  | 기원전 1050년대  | 기원전 1040년대  | 기원전 1030년대  | 기원전 1020년대  | 기원전 1010년대  | 기원전 1000년대  |
| 기원전 제1천년기 |                  |                  |                  |                  |                  |                  |                  |                  |                  |                  |
| 기원전 10세기    | 기원전 990년대   | 기원전 980년대   | 기원전 970년대   | 기원전 960년대   | 기원전 950년대   | 기원전 940년대   | 기원전 930년대   | 기원전 920년대   | 기원전 910년대   | 기원전 900년대   |
| 기원전 9세기     | 기원전 890년대   | 기원전 880년대   | 기원전 870년대   | 기원전 860년대   | 기원전 850년대   | 기원전 840년대   | 기원전 830년대   | 기원전 820년대   | 기원전 810년대   | 기원전 800년대   |
| 기원전 8세기     | 기원전 790년대   | 기원전 780년대   | 기원전 770년대   | 기원전 760년대   | 기원전 750년대   | 기원전 740년대   | 기원전 730년대   | 기원전 720년대   | 기원전 710년대   | 기원전 700년대   |
| 기원전 7세기     | 기원전 690년대   | 기원전 680년대   | 기원전 670년대   | 기원전 660년대   | 기원전 650년대   | 기원전 640년대   | 기원전 630년대   | 기원전 620년대   | 기원전 610년대   | 기원전 600년대   |
| 기원전 6세기     | 기원전 590년대   | 기원전 580년대   | 기원전 570년대   | 기원전 560년대   | 기원전 550년대   | 기원전 540년대   | 기원전 530년대   | 기원전 520년대   | 기원전 510년대   | 기원전 500년대   |
| 기원전 5세기     | 기원전 490년대   | 기원전 480년대   | 기원전 470년대   | 기원전 460년대   | 기원전 450년대   | 기원전 440년대   | 기원전 430년대   | 기원전 420년대   | 기원전 410년대   | 기원전 400년대   |
| 기원전 4세기     | 기원전 390년대   | 기원전 380년대   | 기원전 370년대   | 기원전 360년대   | 기원전 350년대   | 기원전 340년대   | 기원전 330년대   | 기원전 320년대   | 기원전 310년대   | 기원전 300년대   |
| 기원전 3세기     | 기원전 290년대   | 기원전 280년대   | 기원전 270년대   | 기원전 260년대   | 기원전 250년대   | 기원전 240년대   | 기원전 230년대   | 기원전 220년대   | 기원전 210년대   | 기원전 200년대   |
| 기원전 2세기     | 기원전 190년대   | 기원전 180년대   | 기원전 170년대   | 기원전 160년대   | 기원전 150년대   | 기원전 140년대   | 기원전 130년대   | 기원전 120년대   | 기원전 110년대   | 기원전 100년대   |
| 기원전 1세기     | 기원전 90년대    | 기원전 80년대    | 기원전 70년대    | 기원전 60년대    | 기원전 50년대    | 기원전 40년대    | 기원전 30년대    | 기원전 20년대    | 기원전 10년대    | 기원전 0년대     |
| 제1천년기        |                  |                  |                  |                  |                  |                  |                  |                  |                  |                  |
| 1세기            | 0년대            | 10년대           | 20년대           | 30년대           | 40년대           | 50년대           | 60년대           | 70년대           | 80년대           | 90년대           |
| 2세기            | 100년대          | 110년대          | 120년대          | 130년대          | 140년대          | 150년대          | 160년대          | 170년대          | 180년대          | 190년대          |
| 3세기            | 200년대          | 210년대          | 220년대          | 230년대          | 240년대          | 250년대          | 260년대          | 270년대          | 280년대          | 290년대          |
| 4세기            | 300년대          | 310년대          | 320년대          | 330년대          | 340년대          | 350년대          | 360년대          | 370년대          | 380년대          | 390년대          |
| 5세기            | 400년대          | 410년대          | 420년대          | 430년대          | 440년대          | 450년대          | 460년대          | 470년대          | 480년대          | 490년대          |
| 6세기            | 500년대          | 510년대          | 520년대          | 530년대          | 540년대          | 550년대          | 560년대          | 570년대          | 580년대          | 590년대          |
| 7세기            | 600년대          | 610년대          | 620년대          | 630년대          | 640년대          | 650년대          | 660년대          | 670년대          | 680년대          | 690년대          |
| 8세기            | 700년대          | 710년대          | 720년대          | 730년대          | 740년대          | 750년대          | 760년대          | 770년대          | 780년대          | 790년대          |
| 9세기            | 800년대          | 810년대          | 820년대          | 830년대          | 840년대          | 850년대          | 860년대          | 870년대          | 880년대          | 890년대          |
| 10세기           | 900년대          | 910년대          | 920년대          | 930년대          | 940년대          | 950년대          | 960년대          | 970년대          | 980년대          | 990년대          |
| 제2천년기        |                  |                  |                  |                  |                  |                  |                  |                  |                  |                  |
| 11세기           | 1000년대         | 1010년대         | 1020년대         | 1030년대         | 1040년대         | 1050년대         | 1060년대         | 1070년대         | 1080년대         | 1090년대         |
| 12세기           | 1100년대         | 1110년대         | 1120년대         | 1130년대         | 1140년대         | 1150년대         | 1160년대         | 1170년대         | 1180년대         | 1190년대         |
| 13세기           | 1200년대         | 1210년대         | 1220년대         | 1230년대         | 1240년대         | 1250년대         | 1260년대         | 1270년대         | 1280년대         | 1290년대         |
| 14세기           | 1300년대         | 1310년대         | 1320년대         | 1330년대         | 1340년대         | 1350년대         | 1360년대         | 1370년대         | 1380년대         | 1390년대         |
| 15세기           | 1400년대         | 1410년대         | 1420년대         | 1430년대         | 1440년대         | 1450년대         | 1460년대         | 1470년대         | 1480년대         | 1490년대         |
| 16세기           | 1500년대         | 1510년대         | 1520년대         | 1530년대         | 1540년대         | 1550년대         | 1560년대         | 1570년대         | 1580년대         | 1590년대         |
| 17세기           | 1600년대         | 1610년대         | 1620년대         | 1630년대         | 1640년대         | 1650년대         | 1660년대         | 1670년대         | 1680년대         | 1690년대         |
| 18세기           | 1700년대         | 1710년대         | 1720년대         | 1730년대         | 1740년대         | 1750년대         | 1760년대         | 1770년대         | 1780년대         | 1790년대         |
| 19세기           | 1800년대         | 1810년대         | 1820년대         | 1830년대         | 1840년대         | 1850년대         | 1860년대         | 1870년대         | 1880년대         | 1890년대         |
| 20세기           | 1900년대         | 1910년대         | 1920년대         | 1930년대         | 1940년대         | 1950년대         | 1960년대         | 1970년대         | 1980년대         | 1990년대         |
| 제3천년기        |                  |                  |                  |                  |                  |                  |                  |                  |                  |                  |
| 21세기           | 2000년대         | 2010년대         | 2020년대         | 2030년대         | 2040년대         | 2050년대         | 2060년대         | 2070년대         | 2080년대         | 2090년대         |
| 22세기           | 2100년대         | 2110년대         | 2120년대         | 2130년대         | 2140년대         | 2150년대         | 2160년대         | 2170년대         | 2180년대         | 2190년대         |
| 23세기           | 2200년대         | 2210년대         | 2220년대         | 2230년대         | 2240년대         | 2250년대         | 2260년대         | 2270년대         | 2280년대         | 2290년대         |
| 24세기           | 2300년대         | 2310년대         | 2320년대         | 2330년대         | 2340년대         | 2350년대         | 2360년대         | 2370년대         | 2380년대         | 2390년대         |
| 25세기           | 2400년대         | 2410년대         | 2420년대         | 2430년대         | 2440년대         | 2450년대         | 2460년대         | 2470년대         | 2480년대         | 2490년대         |
| 26세기           | 2500년대         | 2510년대         | 2520년대         | 2530년대         | 2540년대         | 2550년대         | 2560년대         | 2570년대         | 2580년대         | 2590년대         |
| 27세기           | 2600년대         | 2610년대         | 2620년대         | 2630년대         | 2640년대         | 2650년대         | 2660년대         | 2670년대         | 2680년대         | 2690년대         |
| 28세기           | 2700년대         | 2710년대         | 2720년대         | 2730년대         | 2740년대         | 2750년대         | 2760년대         | 2770년대         | 2780년대         | 2790년대         |
| 29세기           | 2800년대         | 2810년대         | 2820년대         | 2830년대         | 2840년대         | 2850년대         | 2860년대         | 2870년대         | 2880년대         | 2890년대         |
| 30세기           | 2900년대         | 2910년대         | 2920년대         | 2930년대         | 2940년대         | 2950년대         | 2960년대         | 2970년대         | 2980년대         | 2990년대         |

## 같이 보기
- 천년기 목록